# Green Bay Packers Sezon 2010

## Mecze Przedsezonowe[1]
| Tydzień | Przeciwnik         | Data i Godzina                    | Stadion           | Wynik            | Transmisja w Polsce |
| ------- | ------------------ | --------------------------------- | ----------------- | ---------------- | ------------------- |
| 1       | Cleveland Browns   | niedziela, 15 sierpnia 2010, 2:00 | Lambeau Field     | porażka 24-27    |                     |
| 2       | Seattle Seahawks   | niedziela, 22 sierpnia 2010, 4:00 | Qwest Field       | zwycięstwo 27-24 |                     |
| 3       | Indianapolis Colts | piątek, 27 sierpnia 2010, 2:00    | Lambeau Field     | zwycięstwo 59-24 | ESPN America        |
| 4       | Kansas City Chiefs | piątek, 3 września 2010, 2:00     | Arrowhead Stadium | porażka 13-17    |                     |

## Sezon Regularny[1]
| Tydzień | Przeciwnik           | Data i Godzina                           | Stadion                      | Wynik            | Transmisja w Polsce |
| ------- | -------------------- | ---------------------------------------- | ---------------------------- | ---------------- | ------------------- |
| 1       | Philadelphia Eagles  | niedziela, 12 września 2010, 22:15       | Lincoln Financial Field      | zwycięstwo 27-20 | ESPN America        |
| 2       | Buffalo Bills        | niedziela, 19 września 2010, 19:00       | Lambeau Field                | zwycięstwo 34-7  |                     |
| 3       | Chicago Bears        | Wtorek, 28 września 2010, 2:30           | Soldier Field                | porażka 17-20    | ESPN America        |
| 4       | Detroit Lions        | niedziela, 3 października 2010, 19:00    | Lambeau Field                | zwycięstwo 28-26 |                     |
| 5       | Washington Redskins  | niedziela, 10 października 2010, 19:00   | FedEx Field                  | porażka 13-16    | ESPN America        |
| 6       | Miami Dolphins       | niedziela, 17 października 2010, 19:00   | Lambeau Field                | porażka 20-23    |                     |
| 7       | Minnesota Vikings    | poniedziałek, 25 października 2010, 2:20 | Lambeau Field                | zwycięstwo 28-24 | ESPN America        |
| 8       | New York Jets        | niedziela, 31 października 2010, 18:00   | New Meadowlands Stadium      | zwycięstwo 9-0   |                     |
| 9       | Dallas Cowboys       | poniedziałek, 8 listopada 2010, 2:20     | Lambeau Field                | zwycięstwo 45-7  | ESPN America        |
| 10      | Packers Pauzują      | Packers Pauzują                          | Packers Pauzują              | Packers Pauzują  | Packers Pauzują     |
| 11      | Minnesota Vikings    | niedziela, 21 listopada 2010, 19:00      | Hubert H. Humphrey Metrodome | zwycięstwo 31-3  | ESPN America        |
| 12      | Atlanta Falcons      | niedziela, 28 listopada 2010, 19:00      | Georgia Dome                 | porażka 17-20    | ESPN America        |
| 13      | San Francisco 49ers  | niedziela, 5 grudnia 2010, 19:00         | Lambeau Field                | zwycięstwo 34-16 |                     |
| 14      | Detroit Lions        | niedziela, 12 grudnia 2010, 19:00        | Ford Field                   | porażka 3-7      |                     |
| 15      | New England Patriots | poniedziałek, 20 grudnia 2010, 2:20      | Gillette Stadium             | porażka 27-31    | ESPN America        |
| 16      | New York Giants      | niedziela, 26 grudnia 2010, 22:15        | Lambeau Field                | zwycięstwo 45-17 | ESPN America        |
| 17      | Chicago Bears        | niedziela, 2 stycznia 2011, 19:00        | Lambeau Field                | zwycięstwo 10-3  | ESPN America        |

Końcowa pozycja: 6-te miejsce w konferencji NFC – awans do fazy playoff; 2-gie miejsce w dywizji NFC North

## Faza Playoff[1]
| Faza                    | Przeciwnik          | Data i Godzina                     | Stadion                 | Wynik            | Transmisja w Polsce |
| ----------------------- | ------------------- | ---------------------------------- | ----------------------- | ---------------- | ------------------- |
| Wild Card               | Philadelphia Eagles | niedziela, 9 stycznia 2010, 22:30  | Lincoln Financial Field | zwycięstwo 21-16 | ESPN America        |
| Divisional              | Atlanta Falcons     | niedziela, 16 stycznia 2010, 2:00  | Georgia Dome            | zwycięstwo 48-21 | ESPN America        |
| Mistrzostwo Konferencji | Chicago Bears       | niedziela, 23 stycznia 2010, 21:00 | Soldier Field           | zwycięstwo 21-14 | ESPN America        |
| Super Bowl XLV          | Pittsburgh Steelers | niedziela, 6 lutego 2010, 0:30     | Cowboys Stadium         | zwycięstwo 31-25 | ESPN America        |